# Harmochirus insulanus
Harmochirus insulanus är en spindelart som först beskrevs av Kishida 1914.  Harmochirus insulanus ingår i släktet Harmochirus och familjen hoppspindlar. Inga underarter finns listade i Catalogue of Life.